# Heinz Zscherpe
Heinz Zscherpe (* 27. Mai 1917 in Dresden; † 17. September 1959 in Salzhausen) war ein niedersächsischer Politiker der KPD.

## Leben
Zscherpe besuchte die Volksschule von 1925 bis 1933. Bereits als Jugendlicher kam er durch Sport- und Jugendorganisationen in Verbindung mit der Arbeiterbewegung. Ab 1934 absolvierte er eine Ausbildung zum Maschinenschlosser. Nach deren Abschluss war er ab 1937 Hospitant an der Technischen Hochschule in Dresden parallel zu seiner Tätigkeit als Maschinenschlosser. Danach wurde er technischer Angestellter. Während der Zeit des Nationalsozialismus nahm er an den Widerstandsaktivitäten eines illegalen antifaschistischen Jugendzirkels teil. 1940 übersiedelte er nach Braunschweig und wurde von der Firma Mühlenbau und Industrie AG (MIAG) Dresden zum Hauptwerk nach Braunschweig versetzt.
Im Juli 1945 wurde er zum Betriebsrat der MIAG Braunschweig gewählt und er beteiligte sich am Wiederaufbau der Gewerkschaften. Im selben Jahr wurde er Mitglied der KPD sowie 1946 Vorsitzender der KPD-Bezirksleitung Braunschweig und Erster Sekretär der KPD-Landesleitung Niedersachsen seit Februar 1951.
Zscherpe war für die KPD Mitglied des Niedersächsischen Landtages der 2. und 3. Wahlperiode vom 6. Mai 1951 bis zum 5. Mai 1959. Trotz seiner Immunität als Landtagsabgeordneter wurde er am Tag des KPD-Verbots am 17. August 1956 von der Nachrichtenpolizei Niedersachsen verhaftet. Dies führte seitens der Staatsanwaltschaft Hannover zur Einleitung eines Ermittlungsverfahrens wegen Missachtung der Abgeordnetenimmunität gegen mehrere Beamte. Nach dem KPD-Verbot war als „Parteiloser“ im Landtag.
Zscherpe war zweimal verheiratet und hatte vier Kinder.